# Philippe Hervé
Philippe Hervé (Fontainebleau, 13 febbraio 1963) è un allenatore di pallacanestro ed ex cestista francese.

## Palmarès

### Squadra
- Campionato francese: 1

Limoges CSP: 2014-15
- Coppa di Francia: 1

Orléans Loiret: 2009-10

### Individuale
- Miglior allenatore della LNB Pro A: 1

Orléans Loiret: 2008-09